# Betanja
Betanja je gručasto naselje na jugovzhodnem obrobju Krasa v Občini Divača. Nahaja se v zavetju na severnem pobočju velike vrtače Dolinke, ob krajevni cesti iz Matavuna. 
V okolici so velike udornice Lisična, Dol, Sopandol in druge, ki nakazujejo podzemni tok ponikalnice Reke.
V bližini so Škocjanske jame.